# Stylidium hymenocraspedum
Stylidium hymenocraspedum är en tvåhjärtbladig växtart som beskrevs av Wege. Stylidium hymenocraspedum ingår i släktet Stylidium och familjen Stylidiaceae. Inga underarter finns listade i Catalogue of Life.